# Катс Бриџ (Вирџинија)
Катс Бриџ (енгл. Cats Bridge) насељено је место без административног статуса у америчкој савезној држави Вирџинија.

## Демографија
По попису из 2010. године број становника је 229.
| Група             | 2000.    | 2010.       |
| Белци             | 0 (0,0%) | 25 (10,9%)  |
| Афроамериканци    | 0 (0,0%) | 199 (86,9%) |
| Азијати           | 0 (0,0%) | 0 (0,0%)    |
| Хиспаноамериканци | 0 (0,0%) | 9 (3,9%)    |
| Укупно            | 0        | 229         |